# Hrádeček (Naturdenkmal)

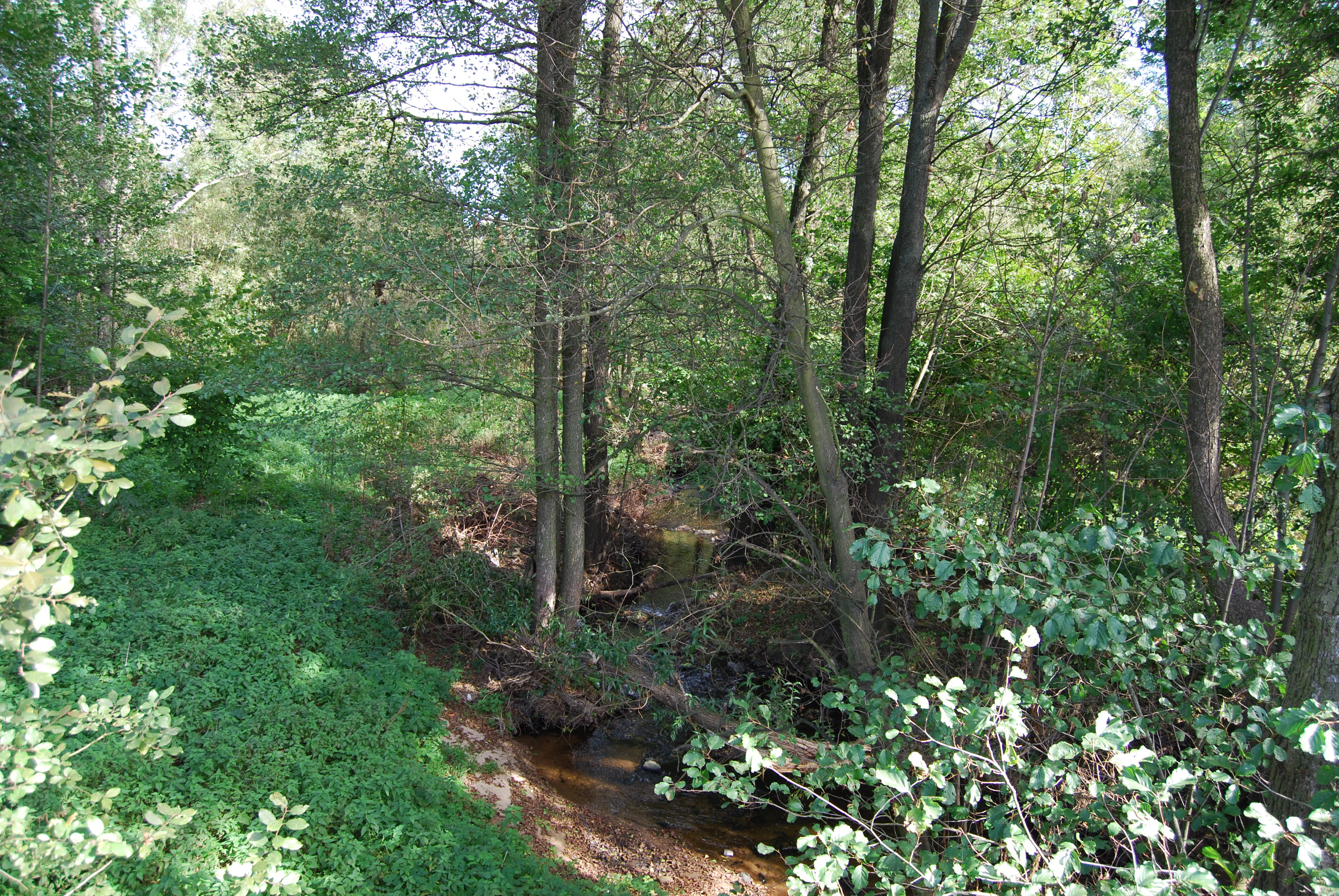
Das Fließgewässer Melhutka im Naturdenkmal Hrádeček

Das Naturdenkmal Hrádeček befindet sich in der Nähe der Gemeinde Lhenice (Elhenitz) im Kreis Prachatice in Tschechien.

## Beschreibung
Das Naturdenkmal mit einer Fläche von 11,1 Hektar wurde zum 1. Dezember 1990 errichtet und liegt in einer Höhe zwischen 455 m n.m. um 520 m n.m. Geschützt wird das Tal des Baches Melhutka mit Beständen der Frühlingsknotenblume, insbesondere dann aber die Waldbestände, die bereits leicht urwaldähnliche Charakteristika aufweisen wie im nahen Böhmerwald.
Das Reservat wird wie auch andere Naturschutzgebiete in Tschechien durch die Agentur für den Schutz der Natur und der Landschaft der Tschechischen Republik verwaltet.